# Chiprovtsi Point
Der Chiprovtsi Point (englisch; bulgarisch нос Чипровци nos Tschiprowzi) ist eine 400 m lange und unvereiste Landspitze an der Nordküste von Rugged Island im Archipel der Südlichen Shetlandinseln. Sie bildet die Ostseite der Einfahrt zur Nishava Cove und liegt 3,14 km westnordwestlich des Herring Point, 1,16 km westnordwestlich des Simitli Point, 1,75 km ostsüdöstlich des Kap Sheffield und 3,9 km südwestlich des Start Point der benachbarten Livingston-Insel.
Britische Wissenschaftler kartierten sie 1968, spanische 1992 und bulgarische in den Jahren 2005 sowie 2009. Die bulgarische Kommission für Antarktische Geographische Namen benannte sie 2006 nach der Stadt Tschiprowzi im Nordwesten Bulgariens.